# Meinhard Michael Moser
Meinhard Michael Moser (n. 13 martie 1924, Innsbruck – d. 30 septembrie 2002, Innsbruck) a fost un profesor universitar de microbiologie, botanist, micolog austriac, specializat pentru chimia și toxicologia ale ordinului de ciuperci Agaricales, care și-a făcut un nume de asemenea ca om de știință pentru silvicultură. Abrevierea numelui său în cărți științifice este M.M.Moser.

## Biografie

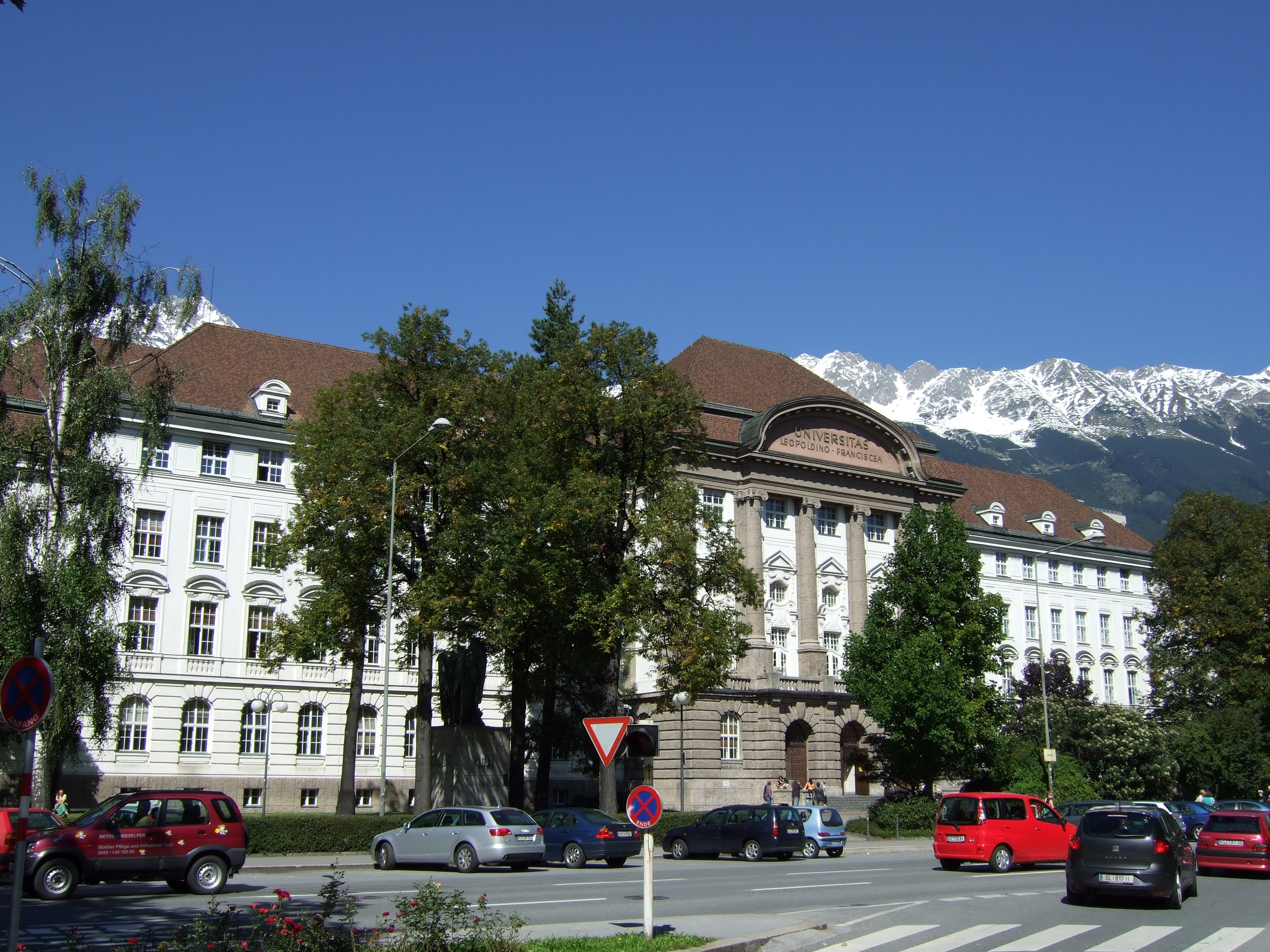
Universitatea din Innsbruck

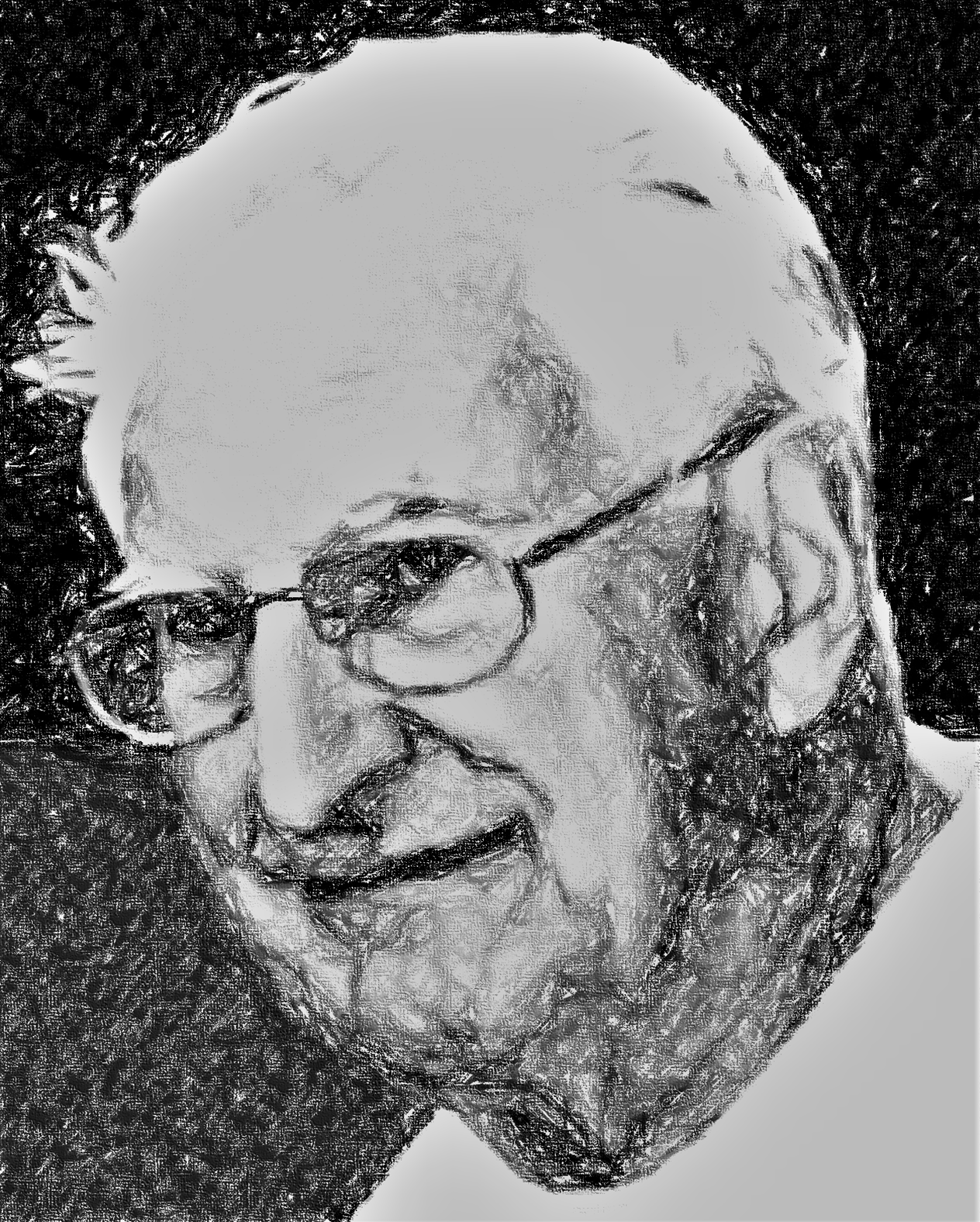
Meinhard Moser pe la 2000

Meinhard a fost fiul soților Josef și Margaretha Moser. Tatăl său a fost profesor la colegiul tehnic din oraș, mama fiica cunoscutului botanist Emil Johann Lambert Heinricher (1856-1934). Moser a frecventat școala primară și cea de învățământ gramatic din oraș (din 1930), manifestând deja de la o vârstă fragedă mare interes în domeniul științelor naturale care a fost sprijinit sia cultivat de bunicul sau Heinricher. Cele mai vechi picturi de ciuperci ale lui Moser datează din 1935. Bazând pe o educație umanistă solidă, tânărul Moser a descoperit repede talentele sale lingvistice și în numai puțini ani a fost capabil să vorbească în mai multe limbi majore (inclusiv suedeza și rusa), ce l-a ajutat mai târziu enorm să interacționeze cu colegii lui din întreaga lume.compl.
După bacalaureat (1943) Moser a început studiul în botanică, zoologie și chimie la Universitatea din Innsbruck. Acesta fost întrerupt de al Doilea Război Mondial (1943), unde a activat ca traducător pe frontul de est, fiind capturat în Balcani în 1945 și făcut prizonier de război pentru doi ani (lagăr de muncă silnică pe Crimea). În primavara anului 1948, Moser și-a reluat studiile și a promovat cu teza Zur Wasserökologie der höheren Pilze, mit besonderer Berücksichtigung von Waldbrandflächen („Despre ecologia apei a ciupercilor mai mari, cu luarea în considerație deosebită a zonelor de incendiu forestier”) în 1950. Calitatea muncii sale (prima publicare într-o revistă științifică a fost publicată în 1949 în jurnalul Sydowia sub titlul Über das Massenauftreten von Formen der Gattung Morchella auf Waldbrandflächen, tradus: „Despre apariția în masă a formelor de genul Morchella pe terenuri de incendiu forestier”), fiind de acea onorat cu un stipendiu pentru cercetări prin British Council (1951). Astfel a avut posibilitatea să lucreze la Universitatea din Oxford timp de șase luni, cercetând relațiile simbiotice între arbori de pădure și ciuperci. Mai departe s-a ocupat cu studii taxonomice la venerabilul Kew Gardens.  Înapoiat, a preluat o funcție la centrul de cercetare al Forstwirtschaftliche Bundesversuchsanstalt (Institutul Federal de Cercetare Silvică) din Imst, Tirol, pe care a deținu-o până în 1968. Savantul a aplicat cunoștințele sale despre simbionți fungicizi dobândite la Oxford într-o muncă de pionierat, privind reîmpădurirea zonelor muntoase. Pe atunci a dezvoltat metode pentru a inocula copaci cu ciuperci de simbioză micorizală ectotrofică (buretele alimentator se află pe exteriorul rădăcinii) care sunt între timp standard mondial în practica forestieră.
În plus a continuat studiile sistematic-taxonomice privind ciupercile mai mari, a căror rezultate au devenit noi criterii standard în țările de limba germană. În 1953 a fost publicată prima ediție a marii sale opere de determinare în 2 volume Blätter- und Bauchpilze (Agaricales und Gastromycetes) - Kleine Kryptogamenflora Mitteleuropas (numită scurt „Moser“), cu 4 ediții noi și extinse în 1955, 1967, 1978 și 1983 și tradusă în mai multe limbi. Importanța extraordinară a acestei lucrări pentru cercetarea biodiversității ciupercilor în și în afara Europei este până în prezent incalculabilă. Genul de ciuperci cu lamele taxonomic dificil Cortinarius cu aproximativ 3.000 de specii în întreaga lume, a însemnat de-a lungul vieții lui o provocare deosebită. În acest consens a publicat în 1960 marea  monografie Die Pilze Mitteleuropas - Die Gattung Phlegmacium (Schleimköpfe) („Ciupercile Europei Centrale - Genul Phlegmacium, un subgen Cortinarius”) care a încurajat pe colegii lui profesionali să se procupe cu această problemă dificilă mai intensiv.
Tot în timpul acestei perioade intensive de muncă, savantul a abilitat în microbiologia plantelor (1956) și a ținut prelegeri la „Institutul de Botanică” pe tema „Micologie și Microbiologie“. În 1964 a primit titlul de profesor asociat. Având în vedere importanța crescândă a acestor subiecte precum activitățile lui Moser la nivel internațional extrem de vizibile, în 1966, Facultatea de Științe Naturale a Universității Innsbruck a recomandat Ministerului Educației înființarea unei noi catedre „Microbiologie“ la Institutul de Botanică. Ea a avut loc în ianuarie 1967 și Moser a fost numit profesor titular, după ce un cerc ilustru de botaniști și micologi europeni au decis în unanimitate, că el ar fi primo et unico loco pentru ocuparea noului ordinariat. În 1972 a fost constituit primul institut de microbiologie din Austria, și Moser a fost stabilit ca președinte. În 1991 sa retras din funcții cât mai curând posibil, pentru a scăpa de povara sarcinilor administrative ca șef al institutului, pentru a obține astfel mai mult timp pentru domeniul său preferat al cercetării, familia ciupercilor Cortinaceae.
Ierbarul micologic la Universitatea din Innsbruck, fondat de Moser, conține mai mult de 25.000 de colecții individuale din întreaga lume, între ele 420 din specia Cortinarius și suplimentar 80 de soiuri care au fost descrise de el.
Devotamentul său neobosit pentru micologie și microbiologie a rămas până la sfârșit neîntrerupt: încă în luna august a anului 2002, puține zile înaintea morții sale, a mai ținut discursuri la International Mycological Congress din Oslo. Experiențele sale le-a dat mai departe unui număr mare de elevi, inclusiv mai mult de 60 doctoranzi, din care astăzi, mulți din ei au intrat în funcții de conducere ca cercetători sau profesori, lucrând în domeniile de știință și economie.

## Ciuperci denumite de Moser (selecție)

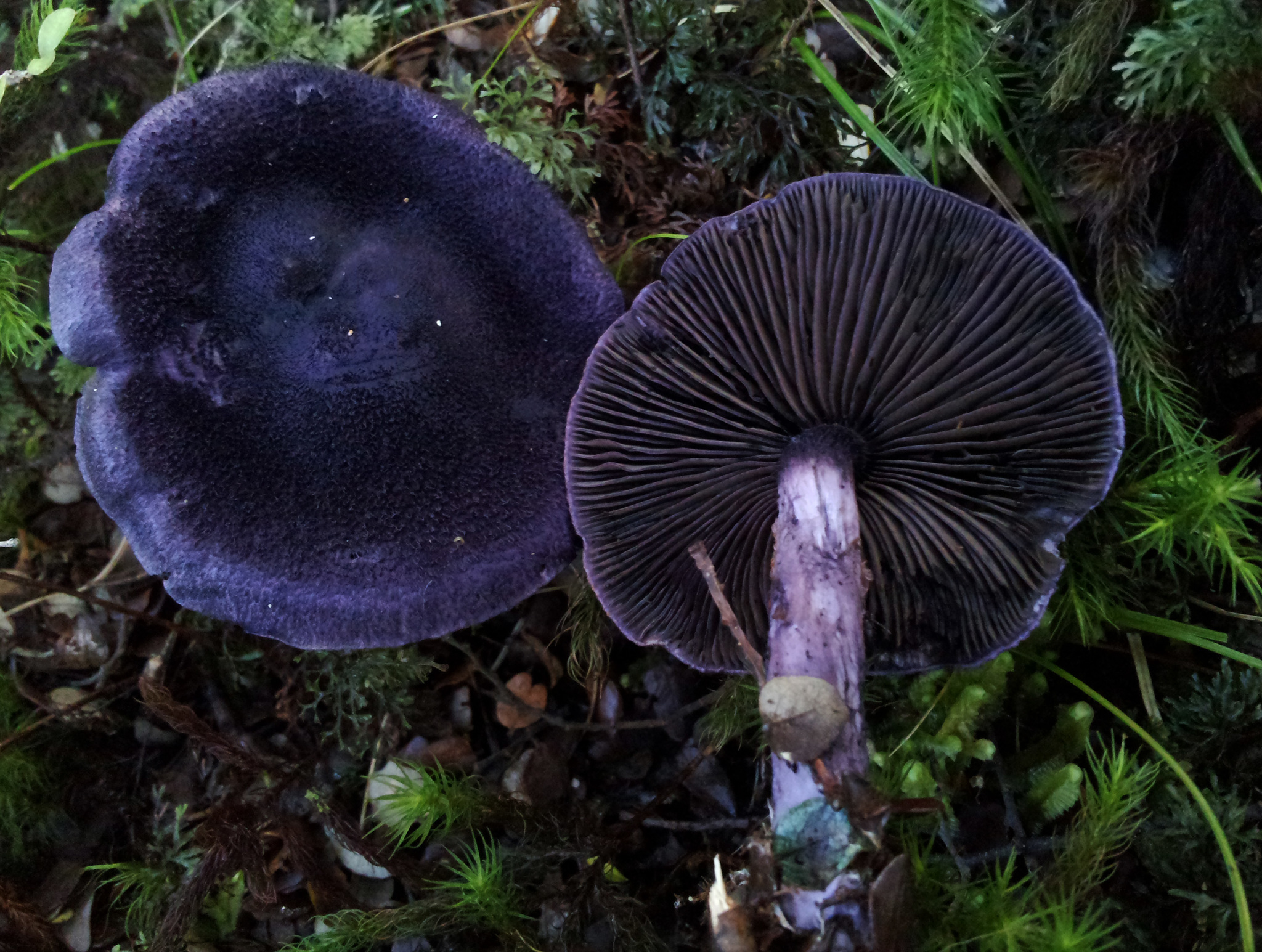
Cortinarius atrolazulinus

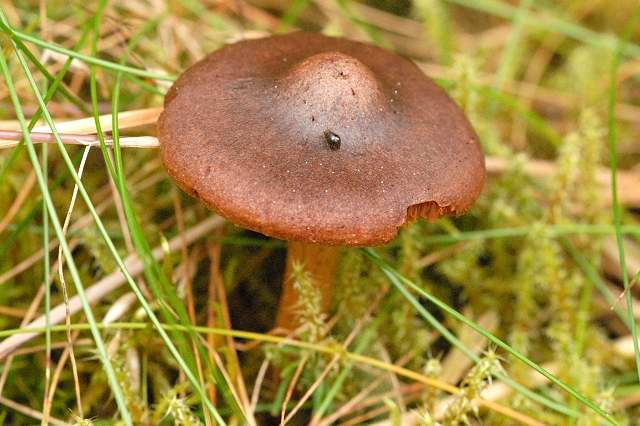
Cortinarius.bataillei

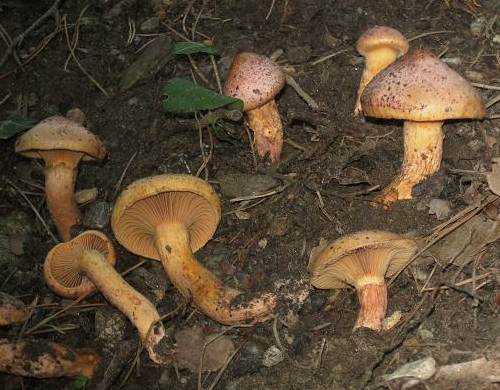
Chroogomphus helveticus

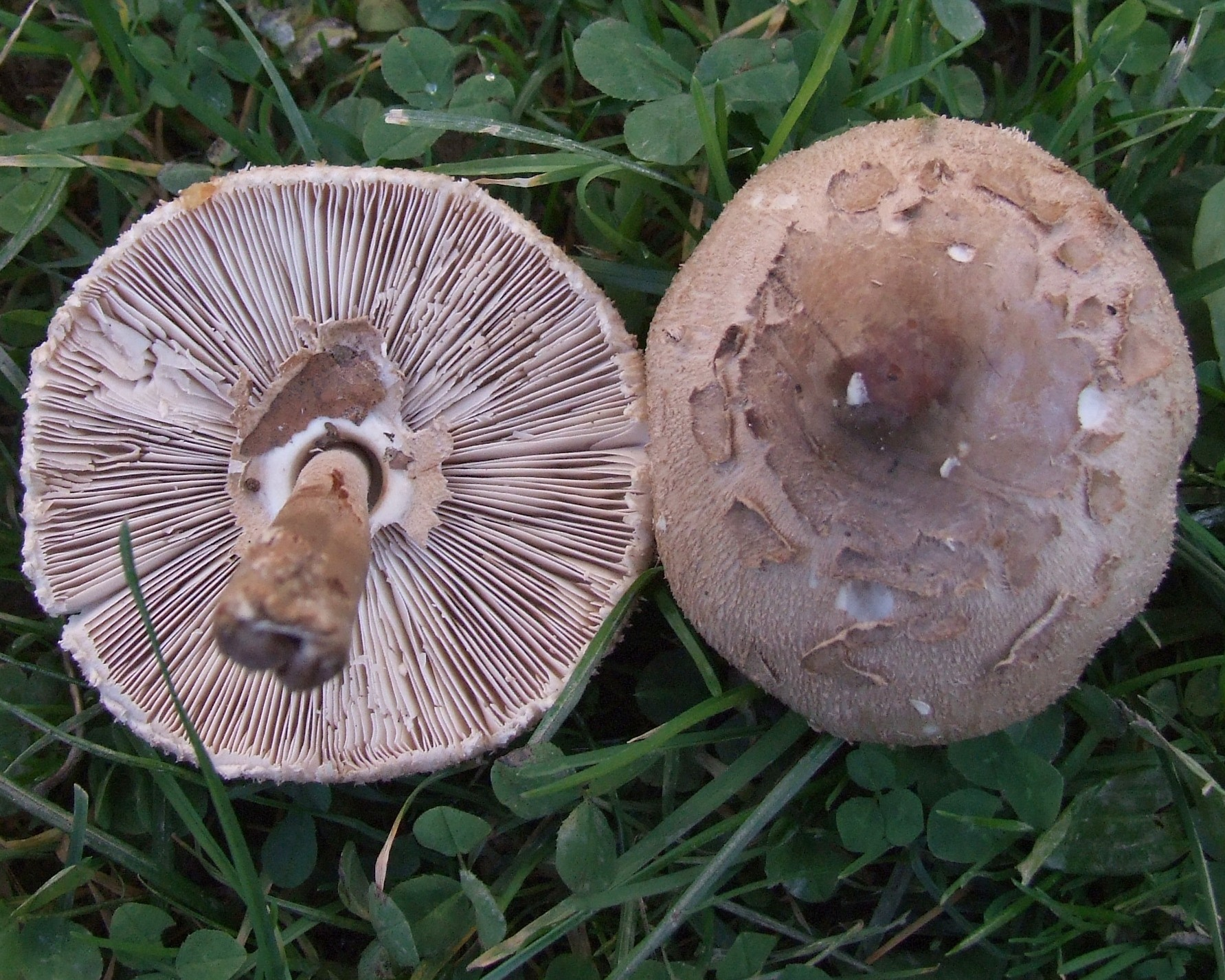
Macrolepiota konradii

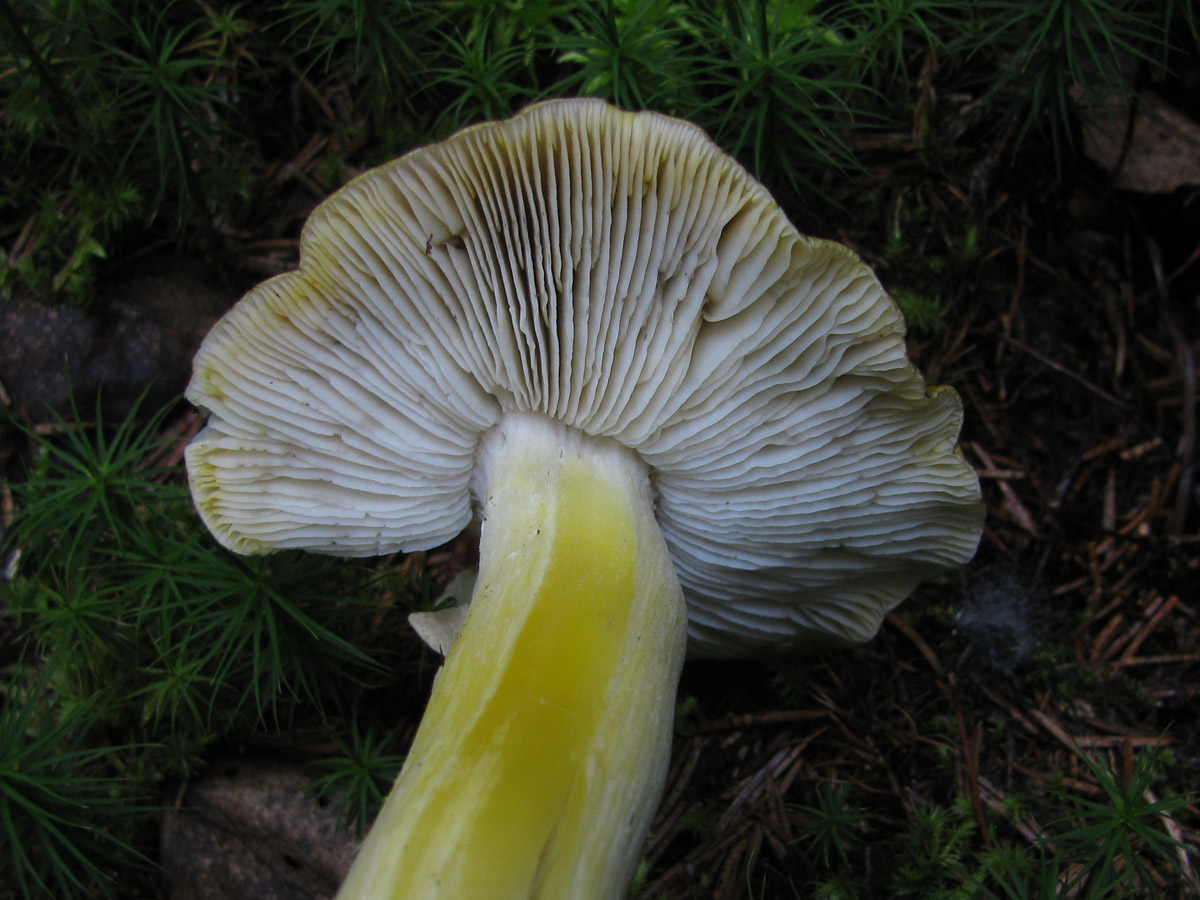
Tricholoma viridilutescens

| - Stephanopus, gen, M.M.Moser (1979) - Amanita subalpina M.M. Moser (1978) - Bolbitius vitellinus var. titubans (Bull.) M.M.Moser (1987) - Clitocybe rosella M.M. Moser (1950) - Cortinarius absarokensis (nemorensis) M.M.Moser (1987) - Cortinarius albocanus (E. Horak & M.M. Moser) Peintner & M.M.Moser (2002) - Cortinarius argenteohygrophanus M.M.Moser (1975) - Cortinarius argillohygrophanicus M.M.Moser & E. Horak (1975) - Cortinarius aridus M.M.Moser (1975) - Cortinarius atroacutus E.Horak & M.M.Moser (1975) - Cortinarius atroalbus M.M.Moser (1993) - Cortinarius atrocaeruleus M.M.Moser (1967) - Cortinarius atrolazulinus M.M.Moser (1987) - Cortinarius atroviolaceus M.M.Moser (1987) - Cortinarius auchmerus M.M.Moser (2002) - Cortinarius aurantiocaeruleus M.M.Moser (2002) - Cortinarius bataillei (J.Favre) M.M.Moser (1984) - Cortinarius pangloius M.M.Moser (1969) - Cortinarius pluviorum (Jul. Schäff.) M.M.Moser 1957 - Cortinarius psittacinus M.M.Moser (1970) - Cortinarius subcastanellus M.M.Moser & Horak (2002) - Cortinarius venetus var. montanus M.M.Moser (1970) - Cortinarius vitellinus M.M.Moser (1952) - Chroogomphus helveticus (Singer) M.M.Moser (1967) | - Clitocybe inflatipes M.M.Moser (1995) - Entoloma araneosum (Quél.) M.M.Moser (1978) - Entoloma cetratum (Fr.: Fr.) M.M.Moser (1978) - Entoloma chloropolium (Fr.) M.M.Moser (1980) - Entoloma cuneatum (Bres.) M.M.Moser (1978) - Entoloma griseoluridum (Kühner) M.M.Moser (1978) - Entoloma hirtipes (Schumach.) M.M.Moser (1978) - Entoloma neglectum (Lasch) M.M.Moser (1980) - Entoloma rhodocylix (Lasch: Fr.) M.M. Moser (1978) - Entoloma undatum (Gillet) M.M.Moser (1978) - Entoloma turci (\|Bres.) M.M.Moser (1978) - Galerina pallida (Pilát) M.M.Moser & E. Horak (1967) - Hygrocybe coccineocrenata (P.D.Orton) M.M.Moser (1967) - Hygrocybe insipida (J.E.Lange, 1923) M.M.Moser (1967) - Hygrocybe lilacina (C.Laest., 1831) M.M.Moser (1967) - Hygrocybe splendidissima (P.D.Orton) M.M.Moser (1967) - Hygrophorus lindtneri M.M.Moser (1967) - Lactarius brunneohepaticus M. M.Moser (1978) - Lepiota carpartica (M.M. Moser) M.M. Moser (1983) - Lepista tomentosa M.M.Moser (1991) | - Leucoagaricus leucothites (Vittad.) M.M.Moser ex Bon (1977) - Macrolepiota excoriata (Schaeff.) M.M.Moser (1955) - Macrolepiota konradii (H. S. C. Huijsman: P.D. Orton) M.M.Moser (1967) - Macrolepiota olivascens Singer & M.M.Moser (1961) - Macrolepiota puellaris (Fr.) M.M.Moser (1967) - Panaeolus alcis (alcidis) M.M.Moser (1984) - Peziza nivalis (R.Heim & L.Remy) M.M.Moser (1974) - Phlegmacium arquatum var. haasii M.M.Moser (1960) - Pholiota scamba (Fr.: Fr.) M.M.Moser (1967) - Pluteus pseudorobertii M.M.Moser (1953) - Psathyrella albidula (Romagn.) M.M.Moser 1967 - Psilocybe serbica M.M.Moser & E. Horak (1969) - Russula carmelensis M.M.Moser (1977) - Russula cistoadelpha M.M.Moser (1981) - Russula favrei M.M.Moser (1979) - Tephrocybe mephitica (Fr.) M.M.Moser (1967) - Tephrocybe murina (Batsch: Fr.) M.M.Moser (1967) - Tricholoma viridilutescens M.M.Moser (1978) - Volvariella murinella (Quél.) M.M.Moser (1953) |

## Onoruri (selecție)
Marele savant a obținut multe onoruri, între altele:
- Medalia Clusius, Budapesta (1978)
- Doctor honoris causa, Universitatea din Lyon (1984)
- Premiul Kardinal Innitzer, Viena (1985)
- Cetățean de onoare al orașului Borgotaro, Italia (1990)
- 1992 – Membru al Academiei Naționale de Științe din Ucraina (1992)[9]
- Membru de onoare în multe societăți micologice, între altele: Mycological Society of America, Bayerische Botanische Gesellschaft, Deutsche Gesellschaft für Mykologie, Société Mycologique de France, Schweizerische Mykologische Gesellschaft, Ukrainische Botanische Gesellschaft.
- Membru corespondent al Academiei Austriece de Științe

## Denumiri taxonomice în onoarea lui Moser

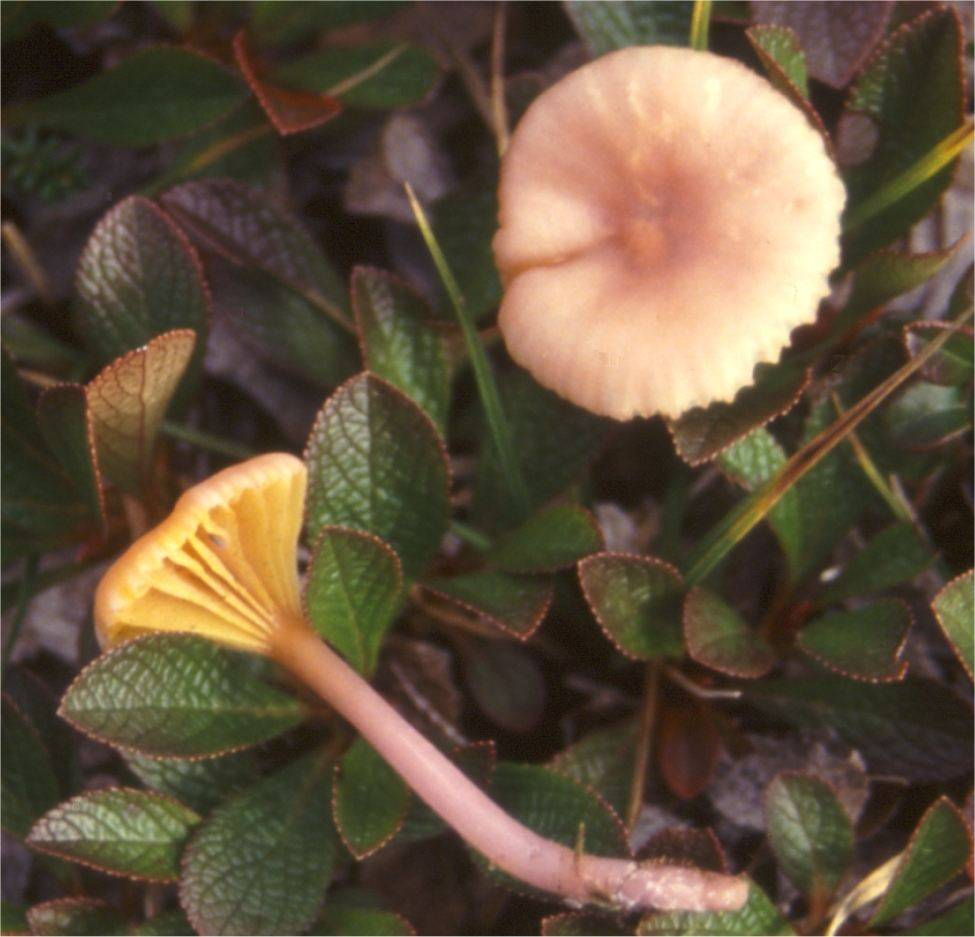
Chromosera lilacina

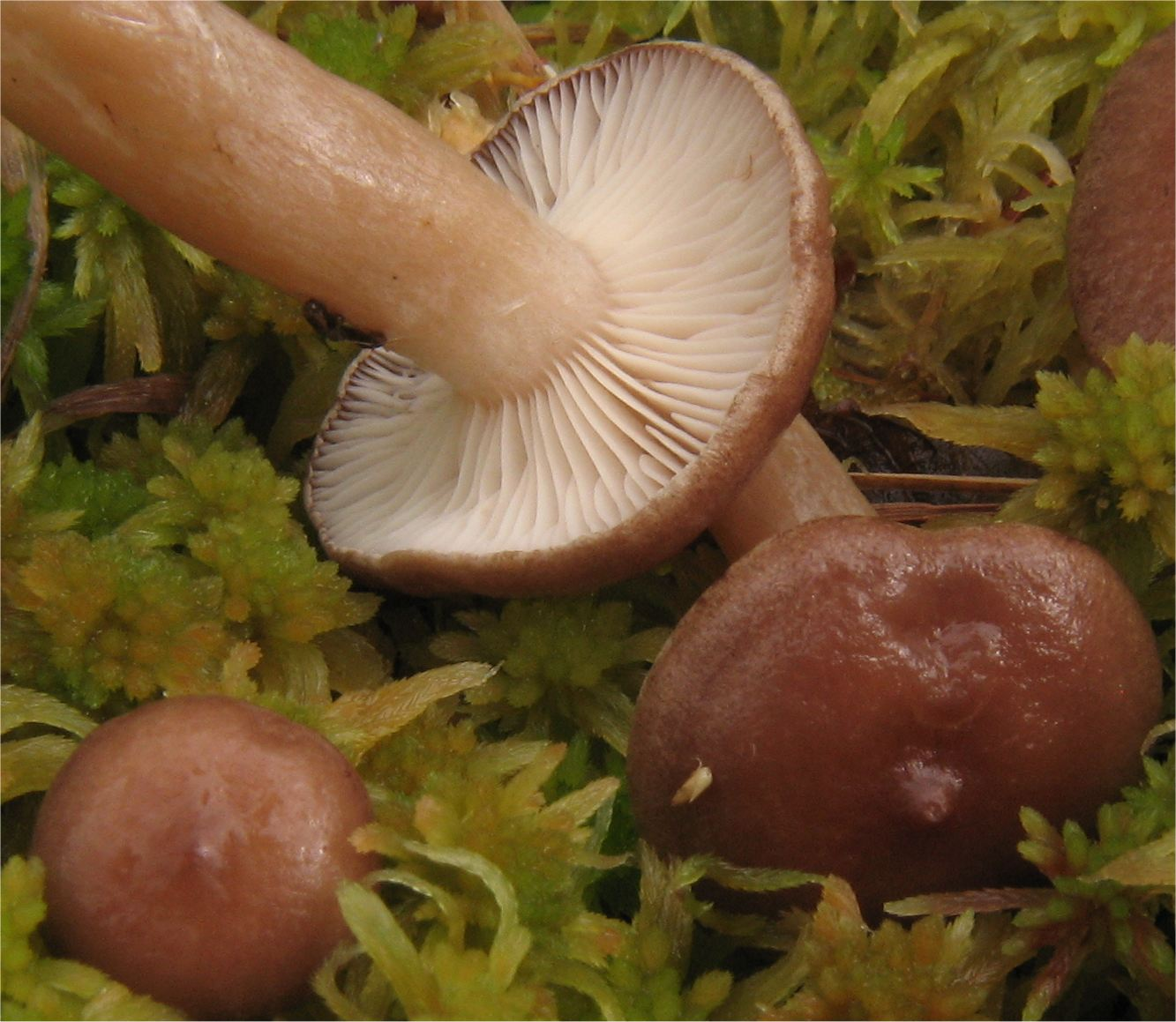
Lactarius moseri

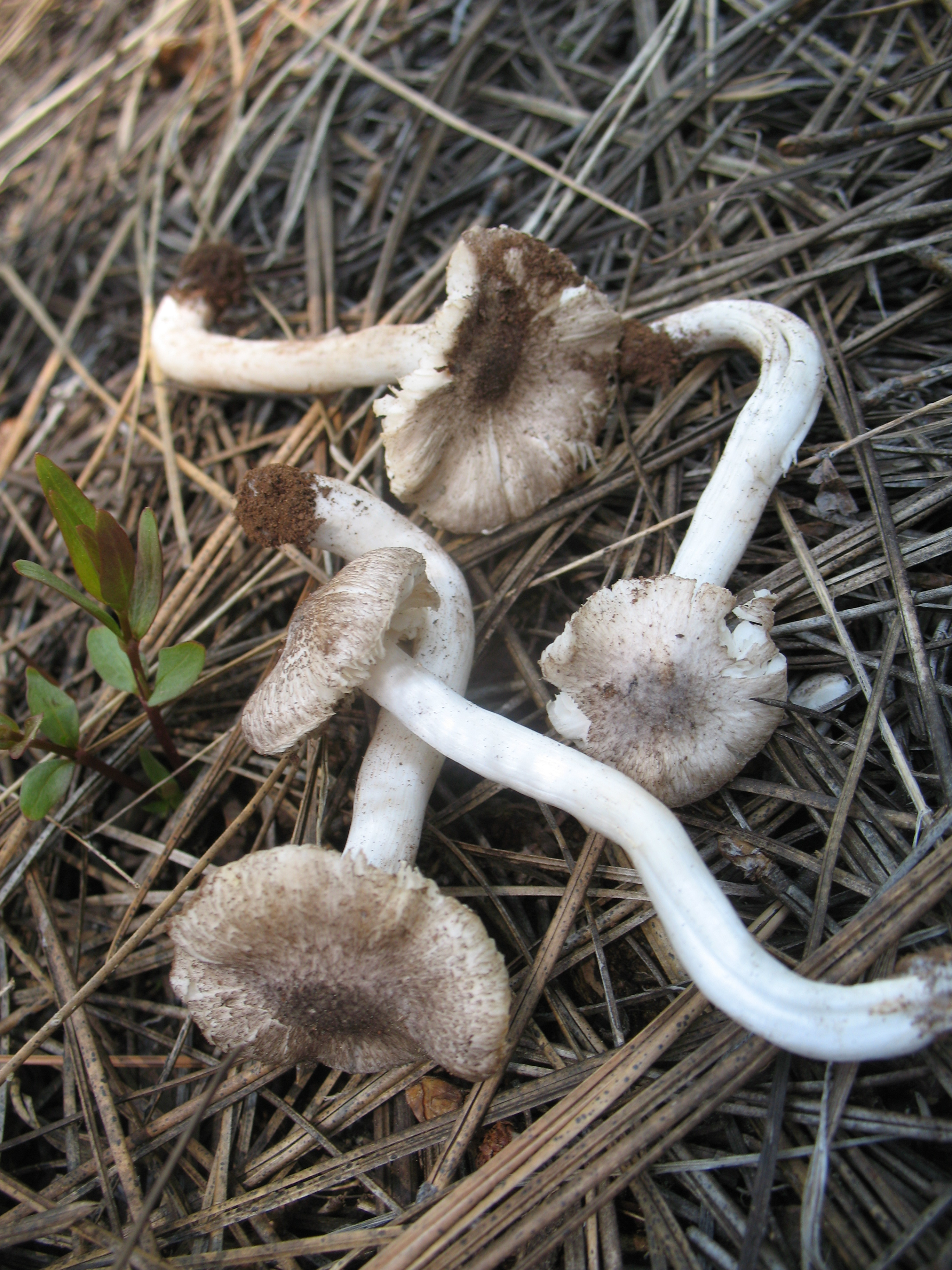
Tricholoma moseri

În total două genuri și  23 de specii cu epitetele moseri, moserianus sau meinhardii au fost denumite după Meinhard Michael Moser:

### Genuri
- Chromosera
- Moserella

### Specii
| - Acariniola moseri - Conocybe moseri - Cortinarius moseri - Cortinarius moserianus - Cortinarius meinhardii - Entoloma moserianum | - Gerronema moseri - Gymnopus moseri - Hebeloma moseri - Hydropus moserianus - Hygrocybe moseri - Lactarius moseri | - Lasiosphaeria moseri - Leucoagaricus moseri - Peziza moseri - Phaeocollybia moseri - Psathyrella moseri - Psilocybe moseri | - Thaxteriola moseri - Tricholoma moseri - Tricholoma moserianum - Tubaria moseri - Wardomyces moseri |

## Publițatii (selecție)
O bibliografie cuprinzătoare a lucrărilor lui Moser a fost publicată în necrologul din jurnalul Sydowia 2003, în care sunt enumerate peste 210 de publicații unice sau co-autorizate. Lucrările principale ale lui Moser includ:
- Neue Pilzfunde aus Tirol. Ein Beitrag zur Kenntnis der Pilzflora Tirols, în jurnalul Sydowia, nr. 4, p. 84 pp. (1950)
- Die Gattung Cortinarius Fr. (Schleierlinge) in heutiger Schau, în jurnalul Zeitschrift für Pilzkunde, nr.21, p. 1-10 (1952)
- Blätter- und Bauchpilze (Agaricales und Gastromycetes) în Helmut Gams: Kleine Kryptogamenflora Mitteleuropas, vol. 2, Editura G. Fischer. Stuttgart 1953 (cu 4 ediții noi în 1955, 1967, 1978 și 1983)
- Die Bedeutung der Mykorrhiza für Aufforstungen in Hochlagen, în jurnalul  Forstwissenschaftliches Centralblatt, nr. 75, p  8-18 (1956)
- Der Einfluss tiefer Temperaturen auf das Wachstum und die Lebenstätigkeit höherer Pilze mit spezieller Berücksichtigung von Mykorrhizapilzen, în jurnalul Sydowia, nr. 12, p. 386-399 (1958)
- Die künstliche Mykorrhiza-Impfung an Forstpflanzen, în jurnalul  Forstwissenschaftliches Centralblatt, nr. 77, p. 32-40 (1958)
- Die Mykorrhiza - Zusammenleben von Pilz und Baum, în jurnalul  Umschau, nr. 58, p. 267-270 (1959)
- Die Pilze Mitteleuropas - Die Gattung Phlegmacium (Schleimköpfe), vol. 4, Editura Julius Klinkhardt, Bad Heilbrunn 1960
- Ascomyceten (Schlauchpilze) - Kleine Kryptogamenflora Mitteleuropas, vol. 2 a, Editura G. Fischer. Stuttgart 1963
- Die Mykorrhizafrage bei der Anzucht von Forstpflanzen für das Hochgebirge. ediție supl. din: Forstsamengewinnung und Pflanzenanzucht für das Hochgebirge, Editura BLV, München-Basel-Wien 1964
- Cortinarius Fr. und nahe verwandte Gattungen in Südamerika, complement al jurnalului Nova Hedwigia nr 52, (impreunä cu elevullui Egon Horak, 1975, 628 p.)
- Fungorum Rariorum Icones Coloratae, vol. 7, Editura J. Cramer, Vaduz 1978
- Röhrlinge und Blätterpilze - Kleine Kryptogamenflora Mitteleuropas, vol. 2 b/2, Editura Gustav Fischer, Stuttgart 1978 și 1983
- Keys to Agarics and Boleti (Polyporales, Boletales, Agaricales, Russulales), Editura R. Phillips, Londra 1983, 535 p.
- Guida alia determinazione dei funghi (Polyporales, Boletales, Agaricales, Russulales), Editura Saturnia, Trento 1986, 565 p.
- Toxic properties of the mushroom Cortinarius orellanus: 1. Chemical characterization of the main toxin of Cortinarius orellanus (Fr.) and C. speciosissimus (Kühn. & Romagn.) and acute toxicity in mice, în jurnalul Archives of Toxicology, nr. 62, p. 81-88 (1988)
- Farbatlas der Basidiomyzeten, Editura Gustav Fischer, Stuttgart 1985-2003 (împreună cu M. & W. Jülich)
- Fungi non Delineati - Rare, debated and new taxa of the genus Cortinarius (Agaricales), Libreria Mykoflora, Alassio 2001
- Florae Austriae - Die Cortinariaceae Österreichs, vol. 3, Editura Kommission für Interdisziplinäre Ökologische Studien, Viena 2001, 220 p.

## Galerie de imagini

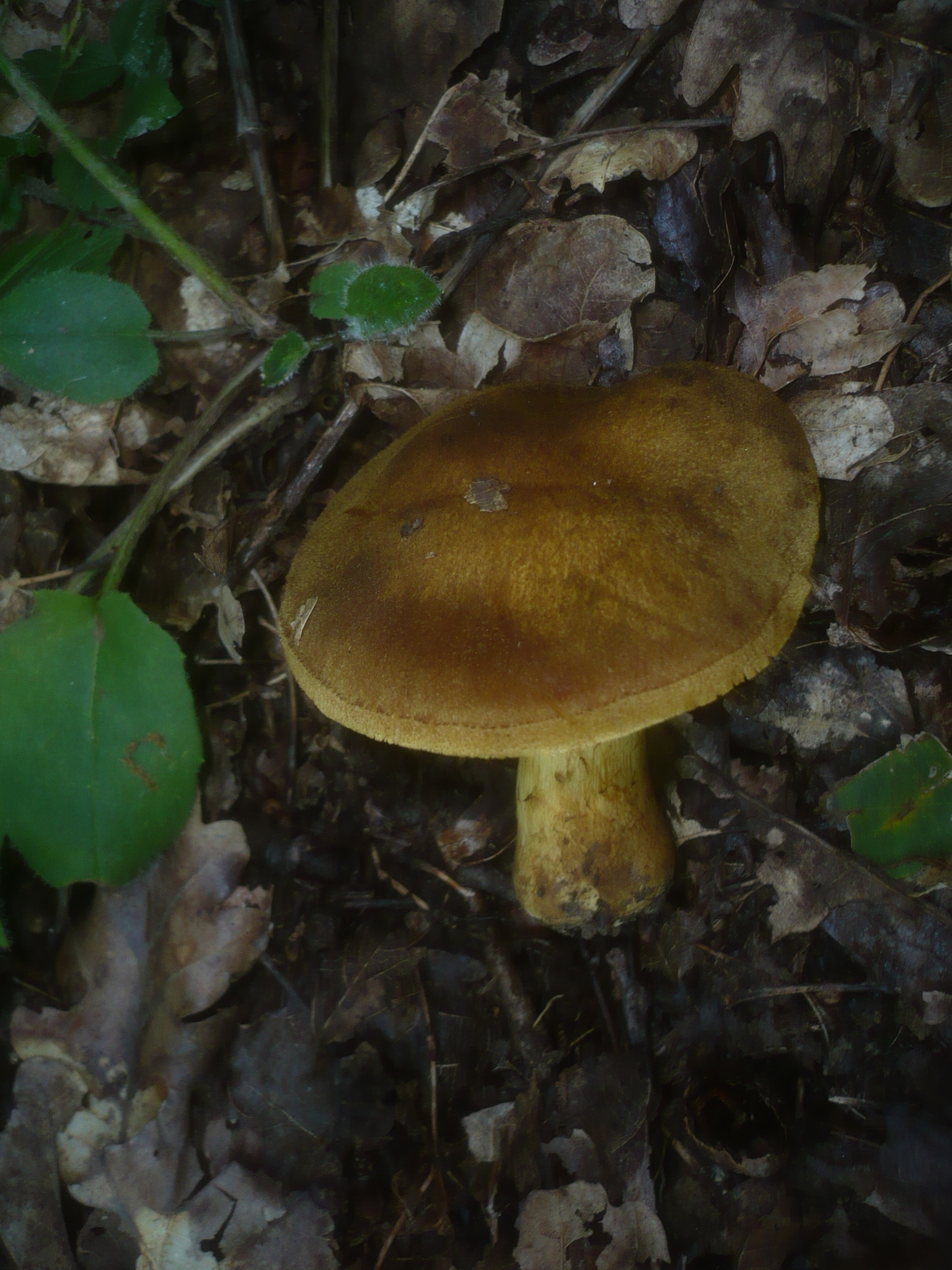
Cortinarius psittacinus
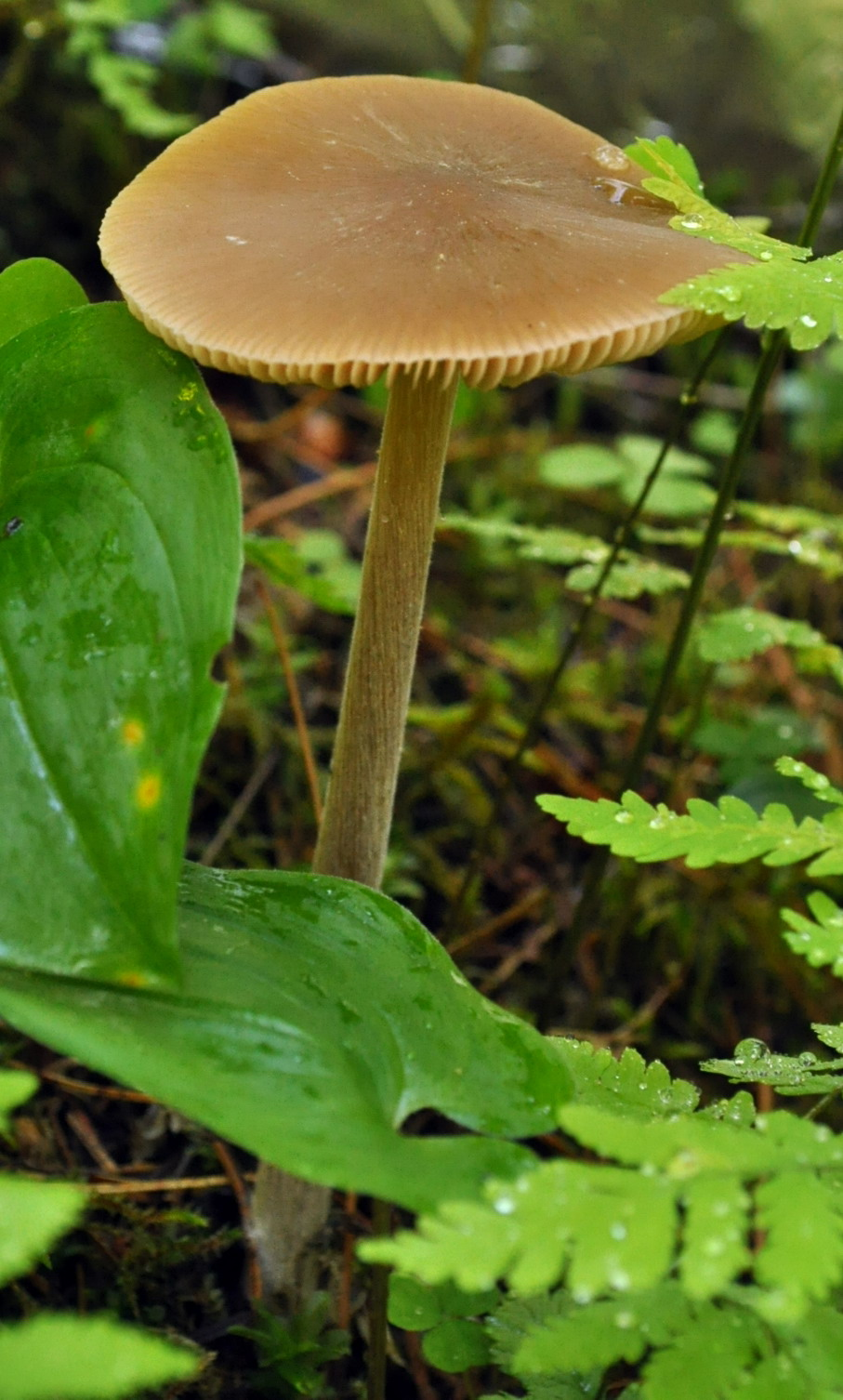
Entoloma hirtipes
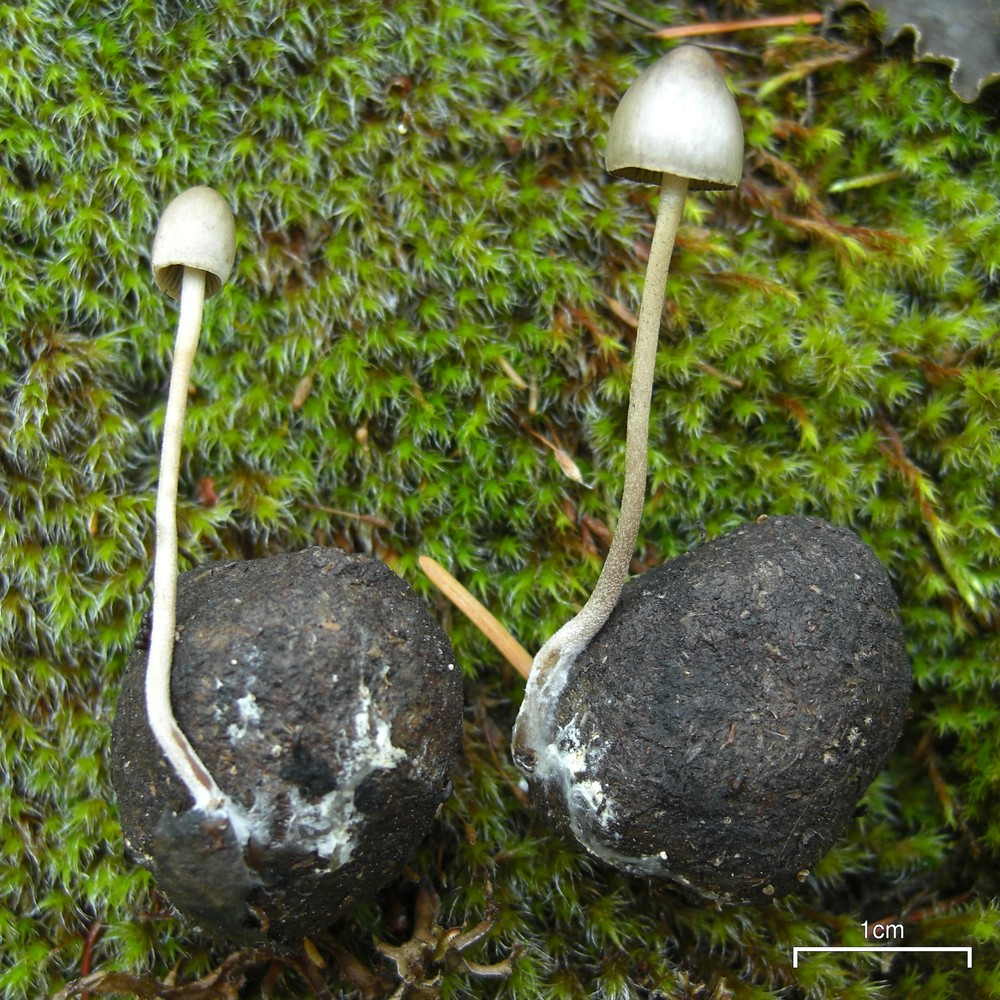
Panaeolus alcidis
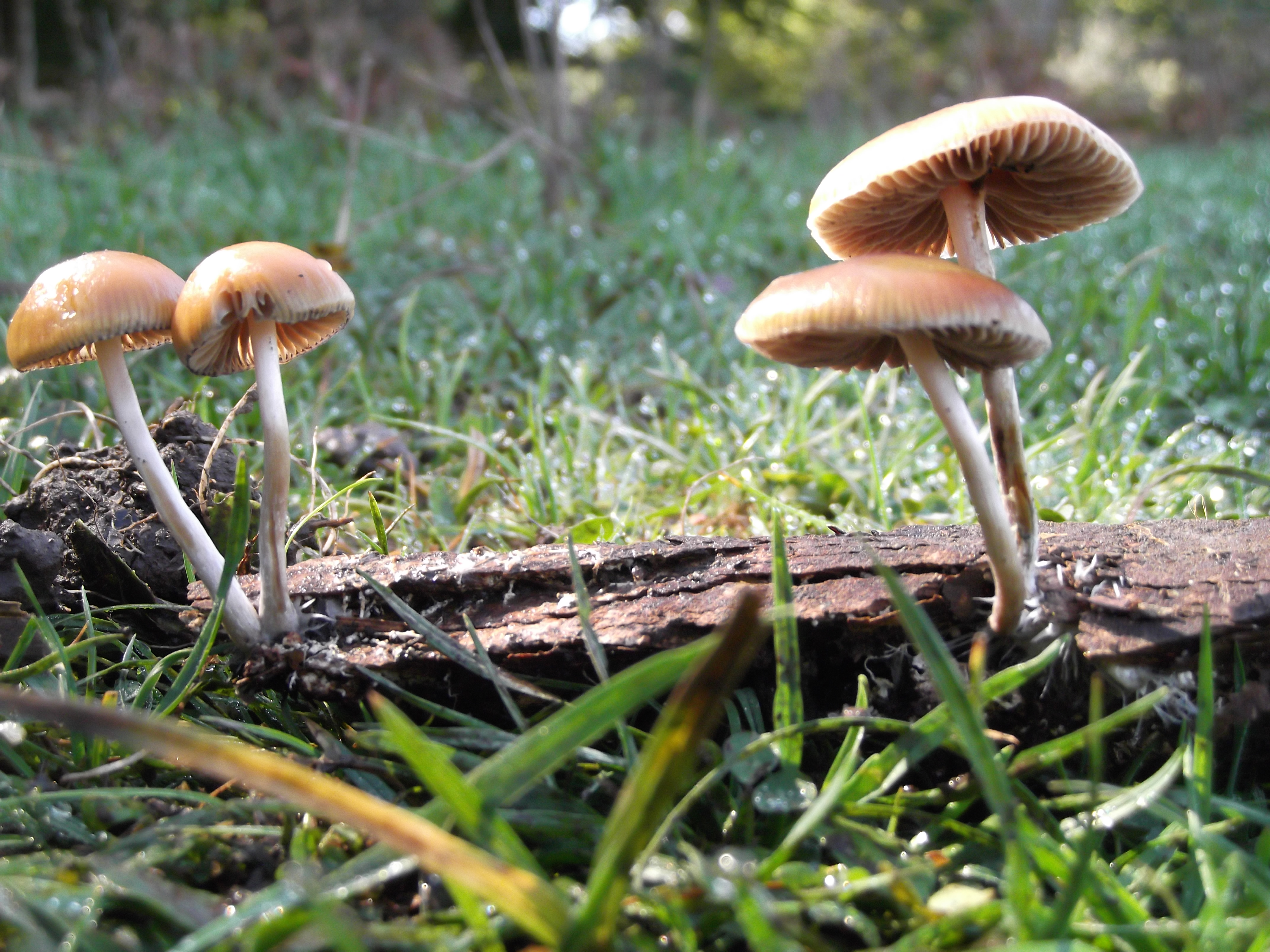
Psilocybe serbica
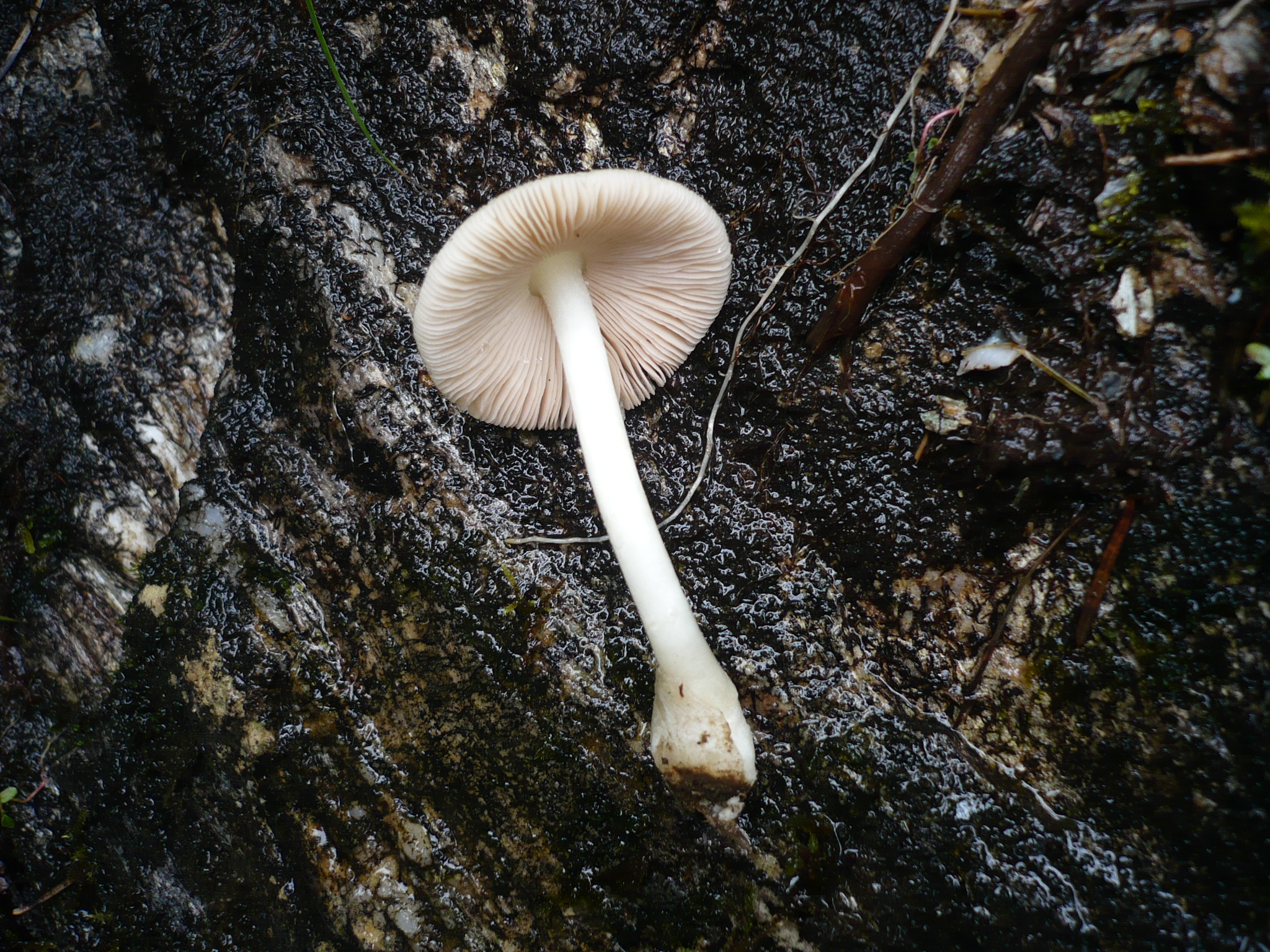
Volvariella murinella